# 일본 후생성
후생성(일본어: 厚生省)은 1938년부터 2001년 1월 5일까지 존재한 일본의 중앙행정기관으로, 예전 대한민국의 보건사회부와 유사한 역할을 수행하였다. 주요 업무로 의료·보건·사회 보장을 담당하였다.
1938년 1월에 내무성에서 분리하는 형태로 후생성이 설치되었으며, 1947년에 노동성을 설치하여 노동 행정 부문을 이관하였다. 2001년 1월 6일의 중앙 성청 개편때 후생노동성이 설치되면서 노동성과 함께 폐지되었다. 업무는 후생노동성이 계승하고 있다.